# Королевский институт церковной музыки
Королевский институт церковной музыки (нем. Königliche Kirchen-Musik-Institut), в 1922—1935 гг. Государственная академия церковной и школьной музыки (нем. Staatliche Akademie für Kirchen- und Schulmusik), в 1935—1945 гг. Государственная высшая школа музыкального образования и церковной музыки (нем. Staatliche Hochschule für Musikerziehung und Kirchenmusik) — немецкое музыкальное учебное заведение, действовавшее в Берлине в 1822—1945 гг.
Институт был основан Карлом Фридрихом Цельтером для профессиональной подготовки органистов, канторов, школьных и гимназических учителей музыки. Первоначально занятия проходили на казённых квартирах Цельтера и его преемника Августа Вильгельма Баха. В 1854 году у института появилось собственное отдельное здание, а в 1903 году он переехал в специально для него построенное здание на Гарденберг-штрассе.
В годы Веймарской республики академия стала одной из основных площадок реформы музыкального образования, проводившейся Лео Кестенбергом. В 1945 году институт был включён в состав Берлинской высшей школы музыки.

## Директоры института
- Карл Фридрих Цельтер (1822—1832)
- Август Вильгельм Бах (1832—1869)
- Август Хаупт (1869—1891)
- Роберт Радеке (1892—1907)
- Герман Кречмар (1907—1922)
- Карл Тиль[нем.] (1922—1927)
- Ханс Иоахим Мозер (1927—1933)
- Фриц Штайн[нем.] (1933—1934, исполняющий обязанности)
- Ойген Бидер (1934—1944)

## Известные преподаватели
- Эдуард Грель
- Бернгард Клейн
- Карл Альберт Лёшгорн
- Герман Шрёдер

## Известные студенты
- Франц Коммер
- Вильгельм Миддельшульте